# 雙瀑 (亞利桑那州)
雙瀑（英語：Twin Falls）是位於美國亞利桑那州阿帕契縣的一個非建制地區。該地的面積和人口皆未知。

## 地理
雙瀑的座標為36°51′49″N 109°06′09″W / 36.86361°N 109.10250°W，而該地的平均海拔高度為1948米（即6391英尺）。